# Nonuccidere
Il termine nonuccidere (anche non-uccidere) è la traduzione letterale del termine inglese nonkilling. Nonuccidere tratta dell'assenza di uccisione, della minaccia di uccidere e delle condizioni che portano ad uccidere nella società umana.

## Descrizione
Anche se l'uso del termine nel mondo accademico si riferisce soprattutto all'uccisione degli esseri umani, esso qualche volta arriva ad includere l'uccisione di animali e di altre forme di vita. È questo anche l'uso tradizionale del termine nonuccidere che si ritrova in una parte dell'Etica buddista, come è enunciata nel primo precetto del Pancasila e, con parole simili, in tutte le tradizioni spirituali del mondo intero. Significativamente, il termine nonuccidere è anche stato usato recentemente nella "Carta per un Mondo senza Violenza", approvata dall'ottavo Vertice mondiale dei vincitori dei Nobel per la Pace.
Senza escludere nessuno di questi concetti, il nonuccidere fornisce un approccio distinto e caratterizzato dalla misurabilità dei suoi obiettivi, nonché dalla natura senza limiti della sua attuazione. Mentre l'utilizzo di termini quali “nonviolenza” e “pace” utilizzano spesso le forme classiche dell'argomentazione attraverso idee astratte che conducono alla passività, l'uccidere (e il suo opposto, il nonuccidere) può essere quantificato e messo in relazione a cause specifiche secondo una prospettiva di “salute pubblica” (prevenzione, intervento e trasformazione post traumatica verso la progressiva estirpazione dell'uccidere).
Dall'altro lato, il nonuccidere non fornisce nessun percorso predeterminato per il raggiungimento di una società libera dall'uccidere, al contrario delle ideologie e delle tradizioni spirituali che sostengono l'astenersi dall'appropriarsi della vita di un altro essere. In quanto concetto senza limiti, il nonuccidere attrae l'infinita creatività umana in tutte le sue variabili, incoraggiando continue esplorazioni nel campo educativo, della ricerca, dell'azione sociale, dell'attuazione di politiche, sviluppando in questo modo un'ampia gamma di alternative scientifiche, istituzionali, educative, politiche, economiche e spirituali all'uccidere tipico degli esseri umani. Inoltre, nonostante il suo focus specifico, il nonuccidere affronta anche più ampie questioni sociali.
Relativamente all'aggressione psicologica, all'aggressione fisica e alla tortura, tesa a terrorizzare attraverso la minaccia latente o manifesta alla vita, il non-uccidere implica la rimozione delle loro cause psicosociali. In relazione all'uccisione di esseri umani per mezzo di condizioni socioeconomiche di tipo strutturale, che sono il prodotto di un diretto rafforzamento letale e della deviazione di risorse per i fini dell'uccidere, il nonuccidere implica la rimozione delle deprivazioni legate al concetto di letalità. Relativamente alle minacce contro la probabilità di sopravvivenza della biosfera, il nonuccidere implica l'assenza di attacchi diretti contro le risorse che sostengono la vita così come la cessazione del loro deterioramento indiretto associato alla letalità. Relativamente alle forme di uccisione accidentale, il nonuccidere implica la creazione di condizioni sociali e tecnologiche che portino alla loro eliminazione.
Nel suo libro Nonkilling Global Political Sciente (La Scienza Politica Globale del Non-uccidere), Glenn D. Paige stima che meno dello 0,5% di tutti gli esseri umani che siano mai esistiti ha effettivamente ucciso altri esseri umani.
Inoltre, testimonianze di ricerche antropologiche evidenziano che in alcune società e culture la percentuale di atti di uccisione è a livelli statistici insignificanti. Quando gli esseri umani vivevano esclusivamente da cacciatori-raccoglitori – un tipo di esistenza che è il classico esempio di una società del nonuccidere - per il 99% della loro esistenza, è anche evidente che i livelli di violenza e di uccisioni sono stati molto bassi durante la maggior parte della storia dell'Homo sapiens sapiens.
In un concetto più ampio, il nonuccidere si oppone all'aggressione, assassinio, autogenocidio, uccidere dietro compenso, l'uccisione aziendale corporate killing, il genocidio culturale, la pena di morte, l'uccisione del popolo democide, le uccisioni domestiche, la pulizia etnica, l'etnocidio, il femmicidio, il feticidio, l'uccisione del genere, il genocidio, le uccisioni per onore, le uccisioni rituali, l'infanticidio, l'uccidere, il linguicidio, l'assassinio di massa, l'omnicidio, il polizicidio, il politicidio, il regicidio, le sparatorie a scuola, la violenza strutturale, il suicidio, il terrorismo, il brivido di uccidere, il tirannicidio, la violenza, la guerra, e contro tutte le altre forme dell'uccidere in maniera diretta, indiretta o strutturale.